# Список населённых пунктов Торопецкого района
В Торопецком районе Тверской области 305 населённых пунктов: 1 город, 3 посёлка и 301 деревня.
| #   | Название НП     | Население, 2010 | Сельское поселение на 2021 год     | Сельский округ до 2005 года    |
| --- | --------------- | --------------- | ---------------------------------- | ------------------------------ |
| 1   | Ананино         | 12              | Речанское сельское поселение       | Речанский сельский округ       |
| 2   | Ахромово        | 1               | Василёвское сельское поселение     | Василевский сельский округ     |
| 3   | Бабаево         | 1               | Плоскошское сельское поселение     | Конищевский сельский округ     |
| 4   | Бабино          | 8               | Плоскошское сельское поселение     | Пестряковский сельский округ   |
| 5   | Бабкино         | 0               | Речанское сельское поселение       | Речанский сельский округ       |
| 6   | Балаши          | 1               | Пожинское сельское поселение       | Пожинский сельский округ       |
| 7   | Баранец         | 0               | Скворцовское сельское поселение    | Скворцовский сельский округ    |
| 8   | Барлово         | 0               | Речанское сельское поселение       | Речанский сельский округ       |
| 9   | Беденки         | 1               | Подгородненское сельское поселение | Подгородненский сельский округ |
| 10  | Белоглазово     | 27              | Скворцовское сельское поселение    | Пятницкий сельский округ       |
| 11  | Бельково        | 6               | Пожинское сельское поселение       | Шешуринский сельский округ     |
| 12  | Беляево         | 37              | Кудрявцевское сельское поселение   | Лужницкий сельский округ       |
| 13  | Беляево         | 5               | Скворцовское сельское поселение    | Пятницкий сельский округ       |
| 14  | Билово          | 9               | Плоскошское сельское поселение     | Краснополецкий сельский округ  |
| 15  | Блазново        | 9               | Плоскошское сельское поселение     | Плоскошский сельский округ     |
| 16  | Большие Изори   | 1               | Плоскошское сельское поселение     | Конищевский сельский округ     |
| 17  | Большое Кислово | 1               | Понизовское сельское поселение     | Понизовский сельский округ     |
| 18  | Бончарово       | 103             | Плоскошское сельское поселение     | Плоскошский сельский округ     |
| 19  | Бор             | 77              | Скворцовское сельское поселение    | Скворцовский сельский округ    |
| 20  | Борисовка       | 0               | Скворцовское сельское поселение    | Скворцовский сельский округ    |
| 21  | Борисы          | 18              | Василёвское сельское поселение     | Василевский сельский округ     |
| 22  | Бородашкино     | 0               | Василёвское сельское поселение     | Василевский сельский округ     |
| 23  | Борок           | 1               | Плоскошское сельское поселение     | Пестряковский сельский округ   |
| 24  | Бридино         | 19              | Речанское сельское поселение       | Грядецкий сельский округ       |
| 25  | Бубоницы        | 7               | Пожинское сельское поселение       | Пожинский сельский округ       |
| 26  | Буй             | 1               | Скворцовское сельское поселение    | Пятницкий сельский округ       |
| 27  | Бучено          | 11              | Плоскошское сельское поселение     | Пестряковский сельский округ   |
| 28  | Валаево         | 7               | Плоскошское сельское поселение     | Плоскошский сельский округ     |
| 29  | Василево        | 17              | Василёвское сельское поселение     | Василевский сельский округ     |
| 30  | Василево        | 1               | Кудрявцевское сельское поселение   | Кудрявцевский сельский округ   |
| 31  | Васьково        | 0               | Плоскошское сельское поселение     | Краснополецкий сельский округ  |
| 32  | Васьково        | 0               | Понизовское сельское поселение     | Понизовский сельский округ     |
| 33  | Васюково        | 1               | Пожинское сельское поселение       | Шешуринский сельский округ     |
| 34  | Ватолиха        | 21              | Кудрявцевское сельское поселение   | Лужницкий сельский округ       |
| 35  | Водос           | 1               | Плоскошское сельское поселение     | Кочутский сельский округ       |
| 36  | Волковская      | 1               | Плоскошское сельское поселение     | Волокский сельский округ       |
| 37  | Волок           | 214             | Плоскошское сельское поселение     | Волокский сельский округ       |
| 38  | Воробьи         | 109             | Скворцовское сельское поселение    | Пятницкий сельский округ       |
| 39  | Воронцово       | 1               | Скворцовское сельское поселение    | Скворцовский сельский округ    |
| 40  | Вороньково      | 1               | Плоскошское сельское поселение     | Краснополецкий сельский округ  |
| 41  | Вошурово        | 1               | Плоскошское сельское поселение     | Волокский сельский округ       |
| 42  | Врево           | 0               | Плоскошское сельское поселение     | Краснополецкий сельский округ  |
| 43  | Выдры           | 30              | Кудрявцевское сельское поселение   | Лужницкий сельский округ       |
| 44  | Высокое         | 17              | Скворцовское сельское поселение    | Пятницкий сельский округ       |
| 45  | Вязы            | 20              | Кудрявцевское сельское поселение   | Лужницкий сельский округ       |
| 46  | Гаврилово       | 10              | Пожинское сельское поселение       | Пожинский сельский округ       |
| 47  | Галибицы        | 32              | Плоскошское сельское поселение     | Уваровский сельский округ      |
| 48  | Голаново        | 1               | Скворцовское сельское поселение    | Скворцовский сельский округ    |
| 49  | Головково       | 10              | Пожинское сельское поселение       | Шешуринский сельский округ     |
| 50  | Голостьяново    | 1               | Подгородненское сельское поселение | Подгородненский сельский округ |
| 51  | Голубево        | 15              | Скворцовское сельское поселение    | Скворцовский сельский округ    |
| 52  | Гольяново       | 33              | Речанское сельское поселение       | Речанский сельский округ       |
| 53  | Горка           | 13              | Плоскошское сельское поселение     | Кочутский сельский округ       |
| 54  | Городок         | 1               | Подгородненское сельское поселение | Подгородненский сельский округ |
| 55  | Городок         | 0               | Скворцовское сельское поселение    | Скворцовский сельский округ    |
| 56  | Грибаново       | 1               | Понизовское сельское поселение     | Понизовский сельский округ     |
| 57  | Гришино         | 1               | Скворцовское сельское поселение    | Пятницкий сельский округ       |
| 58  | Грядцы          | 97              | Речанское сельское поселение       | Грядецкий сельский округ       |
| 59  | Гуляево         | 7               | Пожинское сельское поселение       | Шешуринский сельский округ     |
| 60  | Гущино          | 22              | Скворцовское сельское поселение    | Скворцовский сельский округ    |
| 61  | Давыдово        | 10              | Скворцовское сельское поселение    | Скворцовский сельский округ    |
| 62  | Дашково         | 22              | Подгородненское сельское поселение | Подгородненский сельский округ |
| 63  | Дедино          | 0               | Подгородненское сельское поселение | Подгородненский сельский округ |
| 64  | Дергачи         | 8               | Плоскошское сельское поселение     | Пестряковский сельский округ   |
| 65  | Дергино         | 203             | Подгородненское сельское поселение | Подгородненский сельский округ |
| 66  | Добшо           | 67              | Скворцовское сельское поселение    | Скворцовский сельский округ    |
| 67  | Дроздово        | 7               | Плоскошское сельское поселение     | Плоскошский сельский округ     |
| 68  | Дружево         | 0               | Плоскошское сельское поселение     | Краснополецкий сельский округ  |
| 69  | Дубинино        | 0               | Подгородненское сельское поселение | Пчелинский сельский округ      |
| 70  | Дубровка        | 0               | Скворцовское сельское поселение    | Пятницкий сельский округ       |
| 71  | Дуброво         | 20              | Плоскошское сельское поселение     | Волокский сельский округ       |
| 72  | Евстигнеенки    | 10              | Скворцовское сельское поселение    | Скворцовский сельский округ    |
| 73  | Ермаки          | 0               | Понизовское сельское поселение     | Понизовский сельский округ     |
| 74  | Ермишенки       | 64              | Плоскошское сельское поселение     | Плоскошский сельский округ     |
| 75  | Ершово          | 0               | Скворцовское сельское поселение    | Скворцовский сельский округ    |
| 76  | Жарихино        | 1               | Плоскошское сельское поселение     | Пестряковский сельский округ   |
| 77  | Жидулино        | 8               | Плоскошское сельское поселение     | Волокский сельский округ       |
| 78  | Заборье         | 0               | Плоскошское сельское поселение     | Кочутский сельский округ       |
| 79  | Заборье         | 8               | Кудрявцевское сельское поселение   | Кудрявцевский сельский округ   |
| 80  | Задний Брод     | 0               | Подгородненское сельское поселение | Подгородненский сельский округ |
| 81  | Зайково         | 1               | Плоскошское сельское поселение     | Конищевский сельский округ     |
| 82  | Зайцево         | 10              | Плоскошское сельское поселение     | Волокский сельский округ       |
| 83  | Закрючье        | 7               | Пожинское сельское поселение       | Пожинский сельский округ       |
| 84  | Заречье         | 21              | Василёвское сельское поселение     | Василевский сельский округ     |
| 85  | Заречье         | 0               | Плоскошское сельское поселение     | Краснополецкий сельский округ  |
| 86  | Затрубье        | 1               | Понизовское сельское поселение     | Понизовский сельский округ     |
| 87  | Захарихино      | 5               | Пожинское сельское поселение       | Шешуринский сельский округ     |
| 88  | Захаркино       | 8               | Понизовское сельское поселение     | Понизовский сельский округ     |
| 89  | Захоломье       | 108             | Плоскошское сельское поселение     | Краснополецкий сельский округ  |
| 90  | Звонки          | 8               | Скворцовское сельское поселение    | Скворцовский сельский округ    |
| 91  | Зелёный Бор     | 9               | Пожинское сельское поселение       | Шешуринский сельский округ     |
| 92  | Зимцы           | 0               | Понизовское сельское поселение     | Понизовский сельский округ     |
| 93  | Змейкино        | 1               | Пожинское сельское поселение       | Пожинский сельский округ       |
| 94  | Знаменское      | 74              | Понизовское сельское поселение     | Понизовский сельский округ     |
| 95  | Золотилово      | 11              | Речанское сельское поселение       | Речанский сельский округ       |
| 96  | Зуево           | 9               | Скворцовское сельское поселение    | Пятницкий сельский округ       |
| 97  | Зумен           | 0               | Плоскошское сельское поселение     | Уваровский сельский округ      |
| 98  | Зыково          | 0               | Плоскошское сельское поселение     | Краснополецкий сельский округ  |
| 99  | Ивановское      | 0               | Плоскошское сельское поселение     | Уваровский сельский округ      |
| 100 | Ивахново        | 0               | Понизовское сельское поселение     | Понизовский сельский округ     |
| 101 | Ивахново        | 0               | Скворцовское сельское поселение    | Скворцовский сельский округ    |
| 102 | Казаково        | 0               | Скворцовское сельское поселение    | Скворцовский сельский округ    |
| 103 | Каменка         | 7               | Речанское сельское поселение       | Речанский сельский округ       |
| 104 | Карпасы         | 0               | Пожинское сельское поселение       | Пожинский сельский округ       |
| 105 | Картошово       | 1               | Подгородненское сельское поселение | Пчелинский сельский округ      |
| 106 | Киевичи         | 1               | Плоскошское сельское поселение     | Краснополецкий сельский округ  |
| 107 | Кленец          | 21              | Скворцовское сельское поселение    | Скворцовский сельский округ    |
| 108 | Клыпино         | 18              | Плоскошское сельское поселение     | Конищевский сельский округ     |
| 109 | Княжево         | 13              | Плоскошское сельское поселение     | Уваровский сельский округ      |
| 110 | Коварное        | 1               | Плоскошское сельское поселение     | Пестряковский сельский округ   |
| 111 | Козлово         | 11              | Плоскошское сельское поселение     | Краснополецкий сельский округ  |
| 112 | Колдино         | 95              | Василёвское сельское поселение     | Василевский сельский округ     |
| 113 | Колмаково       | 0               | Скворцовское сельское поселение    | Пятницкий сельский округ       |
| 114 | Конищево        | 37              | Плоскошское сельское поселение     | Конищевский сельский округ     |
| 115 | Корнилово       | 25              | Понизовское сельское поселение     | Понизовский сельский округ     |
| 116 | Коршуно         | 0               | Плоскошское сельское поселение     | Краснополецкий сельский округ  |
| 117 | Косилово        | 1               | Пожинское сельское поселение       | Пожинский сельский округ       |
| 118 | Костино         | 6               | Скворцовское сельское поселение    | Пятницкий сельский округ       |
| 119 | Косыгино        | 0               | Скворцовское сельское поселение    | Скворцовский сельский округ    |
| 120 | Кочута          | 48              | Плоскошское сельское поселение     | Кочутский сельский округ       |
| 121 | Краснодубье     | 46              | Плоскошское сельское поселение     | Уваровский сельский округ      |
| 122 | Краснополец     | 32              | Плоскошское сельское поселение     | Краснополецкий сельский округ  |
| 123 | Красноселье     | 45              | Плоскошское сельское поселение     | Плоскошский сельский округ     |
| 124 | Крест           | 46              | Пожинское сельское поселение       | Пожинский сельский округ       |
| 125 | Крест           | 103             | Речанское сельское поселение       | Речанский сельский округ       |
| 126 | Кубаниха        | 0               | Кудрявцевское сельское поселение   | Кудрявцевский сельский округ   |
| 127 | Кудино          | 20              | Василёвское сельское поселение     | Василевский сельский округ     |
| 128 | Кузнецово       | 0               | Плоскошское сельское поселение     | Волокский сельский округ       |
| 129 | Кузнецово       | 9               | Пожинское сельское поселение       | Шешуринский сельский округ     |
| 130 | Курово          | 0               | Плоскошское сельское поселение     | Краснополецкий сельский округ  |
| 131 | Лахны           | 1               | Кудрявцевское сельское поселение   | Кудрявцевский сельский округ   |
| 132 | Лебедево        | 0               | Плоскошское сельское поселение     | Кочутский сельский округ       |
| 133 | Лесная          | 123             | Речанское сельское поселение       | возникла позже 2005            |
| 134 | Липки           | 0               | Понизовское сельское поселение     | Понизовский сельский округ     |
| 135 | Лоховка         | 1               | Речанское сельское поселение       | Грядецкий сельский округ       |
| 136 | Лохово          | 26              | Речанское сельское поселение       | Речанский сельский округ       |
| 137 | Лудилово        | 5               | Плоскошское сельское поселение     | Кочутский сельский округ       |
| 138 | Лужане          | 22              | Подгородненское сельское поселение | Пчелинский сельский округ      |
| 139 | Лужи            | 5               | Подгородненское сельское поселение | Подгородненский сельский округ |
| 140 | Лука            | 0               | Плоскошское сельское поселение     | Плоскошский сельский округ     |
| 141 | Лукьяново       | 5               | Речанское сельское поселение       | Грядецкий сельский округ       |
| 142 | Лучка           | 7               | Плоскошское сельское поселение     | Кочутский сельский округ       |
| 143 | Любаково        | 5               | Плоскошское сельское поселение     | Кочутский сельский округ       |
| 144 | Ляпуново        | 65              | Подгородненское сельское поселение | Подгородненский сельский округ |
| 145 | Маковеевское    | 12              | Скворцовское сельское поселение    | Скворцовский сельский округ    |
| 146 | Максименки      | 1               | Пожинское сельское поселение       | Шешуринский сельский округ     |
| 147 | Малахи          | 20              | Подгородненское сельское поселение | Подгородненский сельский округ |
| 148 | Малаши          | 14              | Пожинское сельское поселение       | Пожинский сельский округ       |
| 149 | Малиновка       | 12              | Плоскошское сельское поселение     | Волокский сельский округ       |
| 150 | Малое Кислово   | 1               | Понизовское сельское поселение     | Понизовский сельский округ     |
| 151 | Малые Изори     | 1               | Плоскошское сельское поселение     | Конищевский сельский округ     |
| 152 | Мандусово       | 18              | Кудрявцевское сельское поселение   | Кудрявцевский сельский округ   |
| 153 | Манушкино       | 18              | Плоскошское сельское поселение     | Плоскошский сельский округ     |
| 154 | Мартисово       | 44              | Понизовское сельское поселение     | Понизовский сельский округ     |
| 155 | Мартюхи         | 67              | Подгородненское сельское поселение | Подгородненский сельский округ |
| 156 | Масальское      | 0               | Плоскошское сельское поселение     | Плоскошский сельский округ     |
| 157 | Маслово         | 1               | Плоскошское сельское поселение     | Пестряковский сельский округ   |
| 158 | Маслово         | 6               | Речанское сельское поселение       | Грядецкий сельский округ       |
| 159 | Матюшино        | 0               | Плоскошское сельское поселение     | Уваровский сельский округ      |
| 160 | Медведево       | 1               | Плоскошское сельское поселение     | Волокский сельский округ       |
| 161 | Меньшово        | 1               | Плоскошское сельское поселение     | Уваровский сельский округ      |
| 162 | Мерелево        | 1               | Плоскошское сельское поселение     | Волокский сельский округ       |
| 163 | Метлино         | 13              | Кудрявцевское сельское поселение   | Кудрявцевский сельский округ   |
| 164 | Мещеки          | 5               | Речанское сельское поселение       | Грядецкий сельский округ       |
| 165 | Мигачево        | 1               | Плоскошское сельское поселение     | Конищевский сельский округ     |
| 166 | Митрохино       | 1               | Подгородненское сельское поселение | Подгородненский сельский округ |
| 167 | Митьково        | 1               | Речанское сельское поселение       | Речанский сельский округ       |
| 168 | Михайловское    | 107             | Речанское сельское поселение       | Речанский сельский округ       |
| 169 | Мишино          | 1               | Скворцовское сельское поселение    | Пятницкий сельский округ       |
| 170 | Мишково         | 8               | Кудрявцевское сельское поселение   | Лужницкий сельский округ       |
| 171 | Мишково         | 0               | Понизовское сельское поселение     | Понизовский сельский округ     |
| 172 | Монастырево     | 1               | Плоскошское сельское поселение     | Волокский сельский округ       |
| 173 | Мухортово       | 0               | Плоскошское сельское поселение     | Волокский сельский округ       |
| 174 | Мшичино         | 0               | Плоскошское сельское поселение     | Уваровский сельский округ      |
| 175 | Наговье         | 125             | Пожинское сельское поселение       | Шешуринский сельский округ     |
| 176 | Назарино        | 1               | Пожинское сельское поселение       | Пожинский сельский округ       |
| 177 | Наумовское      | 12              | Понизовское сельское поселение     | Понизовский сельский округ     |
| 178 | Некрашово       | 54              | Пожинское сельское поселение       | Пожинский сельский округ       |
| 179 | Немково         | 0               | Скворцовское сельское поселение    | Пятницкий сельский округ       |
| 180 | Никитино        | 1               | Пожинское сельское поселение       | Пожинский сельский округ       |
| 181 | Николаевское    | 1               | Пожинское сельское поселение       | Шешуринский сельский округ     |
| 182 | Никольское      | 1               | Скворцовское сельское поселение    | Скворцовский сельский округ    |
| 183 | Никулино        | 7               | Плоскошское сельское поселение     | Волокский сельский округ       |
| 184 | Нишевицы        | 66              | Подгородненское сельское поселение | Подгородненский сельский округ |
| 185 | Новая           | 1               | Скворцовское сельское поселение    | Скворцовский сельский округ    |
| 186 | Новое           | 0               | Плоскошское сельское поселение     | Плоскошский сельский округ     |
| 187 | Новое           | 1               | Плоскошское сельское поселение     | Краснополецкий сельский округ  |
| 188 | Новоселы        | 0               | Пожинское сельское поселение       | Шешуринский сельский округ     |
| 189 | Ново-Троицкое   | 351             | Василёвское сельское поселение     | Василевский сельский округ     |
| 190 | Новые Мартюхи   | 28              | Подгородненское сельское поселение | Подгородненский сельский округ |
| 191 | Новый           | 1               | Плоскошское сельское поселение     | Пестряковский сельский округ   |
| 192 | Носково         | 0               | Плоскошское сельское поселение     | Краснополецкий сельский округ  |
| 193 | Носово          | 1               | Кудрявцевское сельское поселение   | Лужницкий сельский округ       |
| 194 | Обуховицы       | 0               | Плоскошское сельское поселение     | Волокский сельский округ       |
| 195 | Овсище          | 0               | Пожинское сельское поселение       | Пожинский сельский округ       |
| 196 | Озерец          | 142             | Кудрявцевское сельское поселение   | Кудрявцевский сельский округ   |
| 197 | Озеречно        | 0               | Плоскошское сельское поселение     | Кочутский сельский округ       |
| 198 | Ольховка        | 40              | Речанское сельское поселение       | Речанский сельский округ       |
| 199 | Орешенки        | 1               | Скворцовское сельское поселение    | Скворцовский сельский округ    |
| 200 | Остров          | 0               | Пожинское сельское поселение       | Шешуринский сельский округ     |
| 201 | Оськино         | 7               | Кудрявцевское сельское поселение   | Лужницкий сельский округ       |
| 202 | Паршино         | 0               | Плоскошское сельское поселение     | Уваровский сельский округ      |
| 203 | Пестряково      | 37              | Плоскошское сельское поселение     | Пестряковский сельский округ   |
| 204 | Песчанка        | 24              | Пожинское сельское поселение       | Шешуринский сельский округ     |
| 205 | Песчаха         | 0               | Василёвское сельское поселение     | Василевский сельский округ     |
| 206 | Петраки         | 0               | Подгородненское сельское поселение | Пчелинский сельский округ      |
| 207 | Петрушино       | 0               | Плоскошское сельское поселение     | Плоскошский сельский округ     |
| 208 | Пигасеево       | 0               | Скворцовское сельское поселение    | Скворцовский сельский округ    |
| 209 | Плицино         | 1               | Речанское сельское поселение       | Грядецкий сельский округ       |
| 210 | Плоскошь        | 873             | Плоскошское сельское поселение     | Плоскошский сельский округ     |
| 211 | Плотично        | 9               | Скворцовское сельское поселение    | Пятницкий сельский округ       |
| 212 | Плуженицы       | 0               | Плоскошское сельское поселение     | Кочутский сельский округ       |
| 213 | Подгороднее     | 520             | Подгородненское сельское поселение | Подгородненский сельский округ |
| 214 | Подсосонье      | 9               | Речанское сельское поселение       | Грядецкий сельский округ       |
| 215 | Пожня           | 330             | Пожинское сельское поселение       | Пожинский сельский округ       |
| 216 | Покровское      | 0               | Понизовское сельское поселение     | Понизовский сельский округ     |
| 217 | Покровское      | 6               | Скворцовское сельское поселение    | Пятницкий сельский округ       |
| 218 | Полежнево       | 0               | Подгородненское сельское поселение | Подгородненский сельский округ |
| 219 | Полибино        | 1               | Плоскошское сельское поселение     | Плоскошский сельский округ     |
| 220 | Полибино        | 1               | Подгородненское сельское поселение | Подгородненский сельский округ |
| 221 | Полибино        | 6               | Скворцовское сельское поселение    | Скворцовский сельский округ    |
| 222 | Полуяново       | 5               | Плоскошское сельское поселение     | Краснополецкий сельский округ  |
| 223 | Понизовье       | 1               | Плоскошское сельское поселение     | Волокский сельский округ       |
| 224 | Понизовье       | 178             | Понизовское сельское поселение     | Понизовский сельский округ     |
| 225 | Попляхны        | 0               | Плоскошское сельское поселение     | Уваровский сельский округ      |
| 226 | Поташово        | 1               | Скворцовское сельское поселение    | Уваровский сельский округ      |
| 227 | Потекаево       | 8               | Плоскошское сельское поселение     | Плоскошский сельский округ     |
| 228 | Почеп           | 1               | Пожинское сельское поселение       | Пожинский сельский округ       |
| 229 | Прилук          | 1               | Плоскошское сельское поселение     | Кочутский сельский округ       |
| 230 | Прошково        | 1               | Плоскошское сельское поселение     | Краснополецкий сельский округ  |
| 231 | Пуплово         | 1               | Пожинское сельское поселение       | Пожинский сельский округ       |
| 232 | Пчелино         | 26              | Подгородненское сельское поселение | Пчелинский сельский округ      |
| 233 | Пятницкое       | 104             | Скворцовское сельское поселение    | Пятницкий сельский округ       |
| 234 | Речане          | 278             | Речанское сельское поселение       | Речанский сельский округ       |
| 235 | Рогаткино       | 11              | Плоскошское сельское поселение     | Плоскошский сельский округ     |
| 236 | Рогозино        | 1               | Плоскошское сельское поселение     | Краснополецкий сельский округ  |
| 237 | Рожново         | 0               | Кудрявцевское сельское поселение   | Кудрявцевский сельский округ   |
| 238 | Рокотово        | 29              | Кудрявцевское сельское поселение   | Кудрявцевский сельский округ   |
| 239 | Рокочево        | 5               | Плоскошское сельское поселение     | Краснополецкий сельский округ  |
| 240 | Романово        | 33              | Плоскошское сельское поселение     | Пестряковский сельский округ   |
| 241 | Руново          | 10              | Плоскошское сельское поселение     | Плоскошский сельский округ     |
| 242 | Русаново        | 9               | Плоскошское сельское поселение     | Плоскошский сельский округ     |
| 243 | Савино          | 1               | Плоскошское сельское поселение     | Плоскошский сельский округ     |
| 244 | Самсоново       | 18              | Кудрявцевское сельское поселение   | Кудрявцевский сельский округ   |
| 245 | Сапино          | 0               | Плоскошское сельское поселение     | Кочутский сельский округ       |
| 246 | Селище          | 10              | Скворцовское сельское поселение    | Скворцовский сельский округ    |
| 247 | Сельково        | 1               | Плоскошское сельское поселение     | Волокский сельский округ       |
| 248 | Семенцево       | 24              | Кудрявцевское сельское поселение   | Кудрявцевский сельский округ   |
| 249 | Семенцево       | 0               | Скворцовское сельское поселение    | Пятницкий сельский округ       |
| 250 | Семивье         | 1               | Речанское сельское поселение       | Речанский сельский округ       |
| 251 | Сенецкое        | 0               | Плоскошское сельское поселение     | Волокский сельский округ       |
| 252 | Сергеевское     | 8               | Скворцовское сельское поселение    | Скворцовский сельский округ    |
| 253 | Серово          | 12              | Пожинское сельское поселение       | Пожинский сельский округ       |
| 254 | Сивцево         | 0               | Плоскошское сельское поселение     | Пестряковский сельский округ   |
| 255 | Сидоровское     | 1               | Плоскошское сельское поселение     | Волокский сельский округ       |
| 256 | Симаново        | 5               | Пожинское сельское поселение       | Шешуринский сельский округ     |
| 257 | Скворцово       | 211             | Скворцовское сельское поселение    | Скворцовский сельский округ    |
| 258 | Скуратово       | 0               | Плоскошское сельское поселение     | Краснополецкий сельский округ  |
| 259 | Слепнево        | 7               | Плоскошское сельское поселение     | Краснополецкий сельский округ  |
| 260 | Снопово         | 1               | Плоскошское сельское поселение     | Краснополецкий сельский округ  |
| 261 | Соколихино      | 1               | Скворцовское сельское поселение    | Пятницкий сельский округ       |
| 262 | Сосонье         | 1               | Плоскошское сельское поселение     | Уваровский сельский округ      |
| 263 | Старинка        | 6               | Кудрявцевское сельское поселение   | Лужницкий сельский округ       |
| 264 | Старое          | 5               | Плоскошское сельское поселение     | Волокский сельский округ       |
| 265 | Степаши         | 11              | Пожинское сельское поселение       | Шешуринский сельский округ     |
| 266 | Стрежено        | 1               | Пожинское сельское поселение       | Пожинский сельский округ       |
| 267 | Суслово         | 6               | Скворцовское сельское поселение    | Пятницкий сельский округ       |
| 268 | Суходол         | 13              | Плоскошское сельское поселение     | Конищевский сельский округ     |
| 269 | Сушино          | 0               | Понизовское сельское поселение     | Понизовский сельский округ     |
| 270 | Талица          | 365             | Понизовское сельское поселение     | Понизовский сельский округ     |
| 271 | Тарасовка       | 0               | Скворцовское сельское поселение    | Пятницкий сельский округ       |
| 272 | Тереховка       | 1               | Кудрявцевское сельское поселение   | Кудрявцевский сельский округ   |
| 273 | Торопец         | 13 015          | город Торопец                      | город Торопец                  |
| 274 | Уварово         | 72              | Плоскошское сельское поселение     | Уваровский сельский округ      |
| 275 | Фатеево         | 8               | Кудрявцевское сельское поселение   | Кудрявцевский сельский округ   |
| 276 | Федотово        | 7               | Речанское сельское поселение       | Грядецкий сельский округ       |
| 277 | Федьково        | 31              | Василёвское сельское поселение     | Василевский сельский округ     |
| 278 | Федюково        | 0               | Понизовское сельское поселение     | Понизовский сельский округ     |
| 279 | Финево          | 1               | Пожинское сельское поселение       | Пожинский сельский округ       |
| 280 | Хворостьево     | 15              | Речанское сельское поселение       | Речанский сельский округ       |
| 281 | Худобино        | 0               | Скворцовское сельское поселение    | Пятницкий сельский округ       |
| 282 | Царево          | 11              | Скворцовское сельское поселение    | Пятницкий сельский округ       |
| 283 | Цветки          | 71              | Подгородненское сельское поселение | Подгородненский сельский округ |
| 284 | Цикарево        | 1               | Василёвское сельское поселение     | Василевский сельский округ     |
| 285 | Чернышово       | 0               | Понизовское сельское поселение     | Понизовский сельский округ     |
| 286 | Чистое          | 9               | Пожинское сельское поселение       | Пожинский сельский округ       |
| 287 | Чихачи          | 0               | Речанское сельское поселение       | Речанский сельский округ       |
| 288 | Чурилово        | 1               | Пожинское сельское поселение       | Пожинский сельский округ       |
| 289 | Чурилово        | 8               | Речанское сельское поселение       | Речанский сельский округ       |
| 290 | Шапкино         | 8               | Пожинское сельское поселение       | Шешуринский сельский округ     |
| 291 | Шарапово        | 7               | Скворцовское сельское поселение    | Пятницкий сельский округ       |
| 292 | Шатры           | 11              | Речанское сельское поселение       | Речанский сельский округ       |
| 293 | Шейкино         | 8               | Речанское сельское поселение       | Грядецкий сельский округ       |
| 294 | Шейно           | 18              | Пожинское сельское поселение       | Пожинский сельский округ       |
| 295 | Шерехово        | 1               | Пожинское сельское поселение       | Шешуринский сельский округ     |
| 296 | Шешено          | 7               | Плоскошское сельское поселение     | Волокский сельский округ       |
| 297 | Шешурино        | 28              | Пожинское сельское поселение       | Шешуринский сельский округ     |
| 298 | Шухово          | 0               | Кудрявцевское сельское поселение   | Кудрявцевский сельский округ   |
| 299 | Щирино          | 0               | Плоскошское сельское поселение     | Кочутский сельский округ       |
| 300 | Юренки          | 0               | Плоскошское сельское поселение     | Волокский сельский округ       |
| 301 | Юханово         | 6               | Кудрявцевское сельское поселение   | Лужницкий сельский округ       |
| 302 | Юшено           | 28              | Плоскошское сельское поселение     | Волокский сельский округ       |
| 303 | Языковщина      | 6               | Плоскошское сельское поселение     | Краснополецкий сельский округ  |
| 304 | Якшино          | 0               | Подгородненское сельское поселение | Подгородненский сельский округ |
| 305 | Яшутино         | 26              | Кудрявцевское сельское поселение   | Кудрявцевский сельский округ   |

## См.также
- Список бывших населённых пунктов на территории Торопецкого района Тверской области